# Clan Gotō
Il Clan Gotō (五島氏?, Gotō-shi) fu un clan di samurai del Giappone medievale della provincia di Hizen. Il clan viene anche ricordato come Uku ((宇久氏?, Uku-shi)).
La famiglia Gotō discendeva dallo Seiwa Genji. Uku Iemori, discendente di Takeda Nobuhiro, si stabilì nelle isole Gotō (12.000 koku) e prese il nome di Uku Iemori. I suoi successori vi risiedettero fino alla restaurazione Meiji. Nel VXI° secolo due di loro, Moriharu (morto nel 1579) e Sumiharu (morto verso il 1620) divennero cristiani, e un gran numero di loro vassalli abbracciarono il cristianesimo. Divennero visconti dopo l'abolizione del sistema han.

## Membri importanti del clan
- Uku Iemori (宇久 家盛?) antenato della famiglia, secondo la tradizione, il fratello minore di Taira no Kiyomori (1118-1181) ricevette nel 1187 il feudo. Secondo un'altra tradizione, Takeda Nobuhiro (武田 信 広), un discendente di Minamoto no Yoshimitsu, avrebbe chiamato al suo arrivo nel 1186 sull'isola Uku Iemori.

- Uku Sumitaka (宇久 盛玄?; morto 1587) padre di Sumikuro, adottò Ōmura Tadaaki.

- Gotō Takaaki (五島 隆顕?;) Takaaki nacque come figlio maggiore di Ōmura Sumisaki ma fu adottato dalla famiglia Gotō quando Sumisaki adottò a sua volta Ōmura Sumitada; si alleò con le famiglie locali e si ribellò contro gli Ōmura nel 1563.

- Gotō Sumiharu (五島 純玄?; 1562 – 1594) ebbe il controllo su Fukue e le isole Gotō e fu il primo ad usare il cognome Gotō. Era un cristiano, come lo erano molti dei suoi vassalli. Si sottomise brevemente a Ryūzōji Takanobu, ma si unì successivamente a Toyotomi Hideyoshi quando quest'ultimo invase Kyūshū nel 1587; guidò 700 uomini sotto il comando di Konishi Yukinaga in Corea.

- Gotō Harumasa (五島 玄雅?; 1548 – 1612) Nel 1603 era daimyō di Fukue. Fu battezzato come Luis ma abbandonò la fede dopo la battaglia di Sekigahara.

- Gotō Moritoshi (五島 盛利?; 1591 – 1642) era figlio del cugino di Harumasa e fu adottato come suo successore. Costruì una casa fortificata (jin'ya) come residenza nel 1638 nel villaggio di Fukue sulla costa di Ishida.